# Ernest Renshaw
Ernest James Renshaw (Leamington Spa, 3 gennaio 1861 – Waltham St Lawrence, 2 settembre 1899) è stato un tennista britannico.
Vinse il Torneo di Wimbledon in sei occasioni: una in singolare, e cinque in doppio in coppia con il gemello William.

## Carriera
A Wimbledon conquistò il titolo nel singolare maschile nel 1888, sconfiggendo nel challenge round il connazionale Herbert Lawford, vincitore dell'edizione precedente. Prima della vittoria, aveva raggiunto la finale in altre tre occasioni (1882, 1883, 1887), venendo sconfitto le prime due volte dal fratello gemello William e nel 1887 da Lawford; la finale del 1889 vide di nuovo William vincente su Ernest.
Ernest Renshaw riuscì comunque a entrare nella storia del torneo londinese anche nel doppio. Proprio con il fratello conquistò cinque edizioni, a partire dalle prime tre consecutive (1884, 1885, 1886), oltre a quelle del 1888 e 1889.
Vanta inoltre quattro successi nell'Irish Open (1883, 1887, 1888, 1892).
Ritiratosi nel 1897, muore due anni dopo, a 38 anni per effetto del fenolo. Non si sa se lo abbia assunto volontariamente o no.
Dal 1983 fa parte dell'International Tennis Hall of Fame.